# 小野行守
小野 行守（おの ゆきもり、1893年7月21日 - 1947年8月3日）は、日本の陸軍軍人。最終階級は陸軍少将。

## 履歴
高知県幡多郡中村（現：四万十市）で生まれる。県立第三中学卒業を経て、1915年（大正4年）5月、陸軍士官学校（27期）を卒業。同年12月、工兵少尉に任官。1916年（大正5年）、陸軍砲工学校卒業、翌年、同高等科卒業。その後、陸軍派遣学生として京都帝国大学工科大学機械工学科で学び、1922年（大正11年）3月に卒業する。
1923年（大正12年）、陸軍工兵学校の教官になる。1929年（昭和4年）、英国駐在武官、1932年（昭和7年）、陸軍技術本部付などを歴任。1936年（昭和11年）8月、砲工学校教官に就任し、1938年（昭和13年）3月、工兵大佐に昇進。1939年（昭和14年）1月、工兵第10連隊長となり、同年3月、豊予要塞司令官に転じた。1939年（昭和14年）11月、関東軍技術部長となり、太平洋戦争の終戦近くまで在任した。1941年（昭和16年）8月、陸軍少将に進級。
1945年（昭和20年）6月、第1方面軍兵器部長に就任し、敦化で終戦を迎えた。終戦とともにシベリア抑留となり、1947年（昭和22年）8月、シベリアで病死した。

## 栄典
- 勲三等功二級